# سيرة شعبية (أدب)
السيرة الشعبية هي نوع أدبي في الأدب الإسلامي يتكون من سرد بطولي طويل. السير هي في العموم خيالات تاريخية ، تستخدم إعدادات وشخصيات وأحداثًا تاريخية وتركز على المآثر العسكرية. وهي عادة ما تكون مكتوبة بالسجع (النثر المقفى) يتخلله الشعر. وهي طويلة جدًّا. وفي شكل مكتوب، يتراوح عدد صفحاتها في الطبعات ما بين 2000 إلى 6000 صفحة. وفي الأداء الشفهي، قد تمتد الجلسات إلى أكثر من عام.
صِيغ المصطلح العربي سيرة شعبية من علماء التراث الشعبي العرب في الخمسينيات من القرن العشرين للإشارة إلى ما يسمى أيضًا الملحمة الشعبية أو الرومانسية الشعبية. في المخطوطات ، تحمل معظم أمثلة هذا النوع عناوين تحتوي إما على كلمة سيرة أو قصة. إن أقدم دليل على وجود تركيبات محددة من هذا النوع يأتي من القرن الثاني عشر، على الرغم من أن التقليد يعود على الأرجح إلى القرون الأولى للإسلام. أقدم المخطوطات الباقية من السيرة المسجلة يعود تاريخها إلى القرن الخامس عشر. تعود الطبعات الأولى اإلى القرن التاسع عشر. على الرغم من كونها في الأساس نوعًا أدبيًا عربيًا، فقد تُرجمت العديد من السير إلى لغات أخرى في العالم الإسلامي، مثل الفارسية ، والتركية العثمانية، والجورجية، والأردية، والماليزية.
السير هي سيرة متقطعة ومتكررة. قليل منها له مؤلفون يمكن التعرف عليهم، لأنها تنشأ في التقاليد الشفهية. وتُشكل نوعًا أدبيًا متماسكًا بفضل تركيزها المشترك على الأبطال والبطولات في المعارك، ونبرتها ومكانها شبه التاريخي، وحرصها الدؤوب على التوسع الدوري؛ فالحدث يُفضي إلى آخر، والمعركة إلى أخرى، والحرب إلى أخرى، وهكذا دواليك على مدى مئات وآلاف الصفحات. يتميز هذا النوع عن غيره من الحكايات الشعبية في اللغات الأخرى بتطوره المذهل، مثل ألف ليلة وليلة.

## الأمثلة
في التاريخ ما قبل الإسلامي
- سيرة فيروز شاه ، بناءً على داريوس الثاني[1]
- سيرة الإسكندر، استنادًا إلى الإسكندر الأكبر[1]
- سيرة الملك سيف بن ذي اليزن، عن سيف بن ذي اليزن[1]
- سيرة عنترة، مقتبسة من عنترة بن شداد[1]
- قصة الزير سالم، استنادًا إلى حرب البسوس[1]

في التاريخ الإسلامي
- سيرة الأمير حمزة، عن حمزة بن عبد المطلب، تطورت في الفارسية[1]
- ذات الهمة [1]
- غزوة الأرقط [1]
- البدر النار [1]
- سيرة الحاكم بأمر الله، على الحاكم بأمر الله [1]
- سيرة الملك الظاهر بيبرس، عن بيبرس [1]
- قصة المقدم علي الزيبق وأحمد الدنف[1][2]
- قصة علي الزيبق، مستوحاة من شخصية علي الزيبق [1][2]
- سيرة بني هلال، على بني هلال[1]

## طالع أيضًا
- الأدب الملحمي العربي

## ملحوظات
1. 1 2 3 4 5 6 7 8 9 10 11 12 13 14 15 16 17  Heath 1997.
2. 1 2  Kruk 2004.

## الفهرس
- Heath, Peter (1997). "Sīra shaʿbiyya". In Bosworth, C. E.; van Donzel, E.; Heinrichs, W. P.; Lecomte, G. (eds.). The Encyclopaedia of Islam, New Edition, Volume IX: San–Sze (بالإنجليزية). Leiden: E. J. Brill. ISBN:90-04-10422-4.
- Kruk، Remke (2004). "The Arabian Nights and the Popular Epics". في Ulrich Marzolph (المحرر). The Arabian Nights: An Encyclopedia. ABC-CLIO. ص. 34–38.
- Lyons، Malcolm C. (1995). The Arabian Epic: Heroic and Oral Storytelling. Cambridge University Press. Vols. 1, 2 and 3.